# Steinkreis der Cork-Kerry-Serie

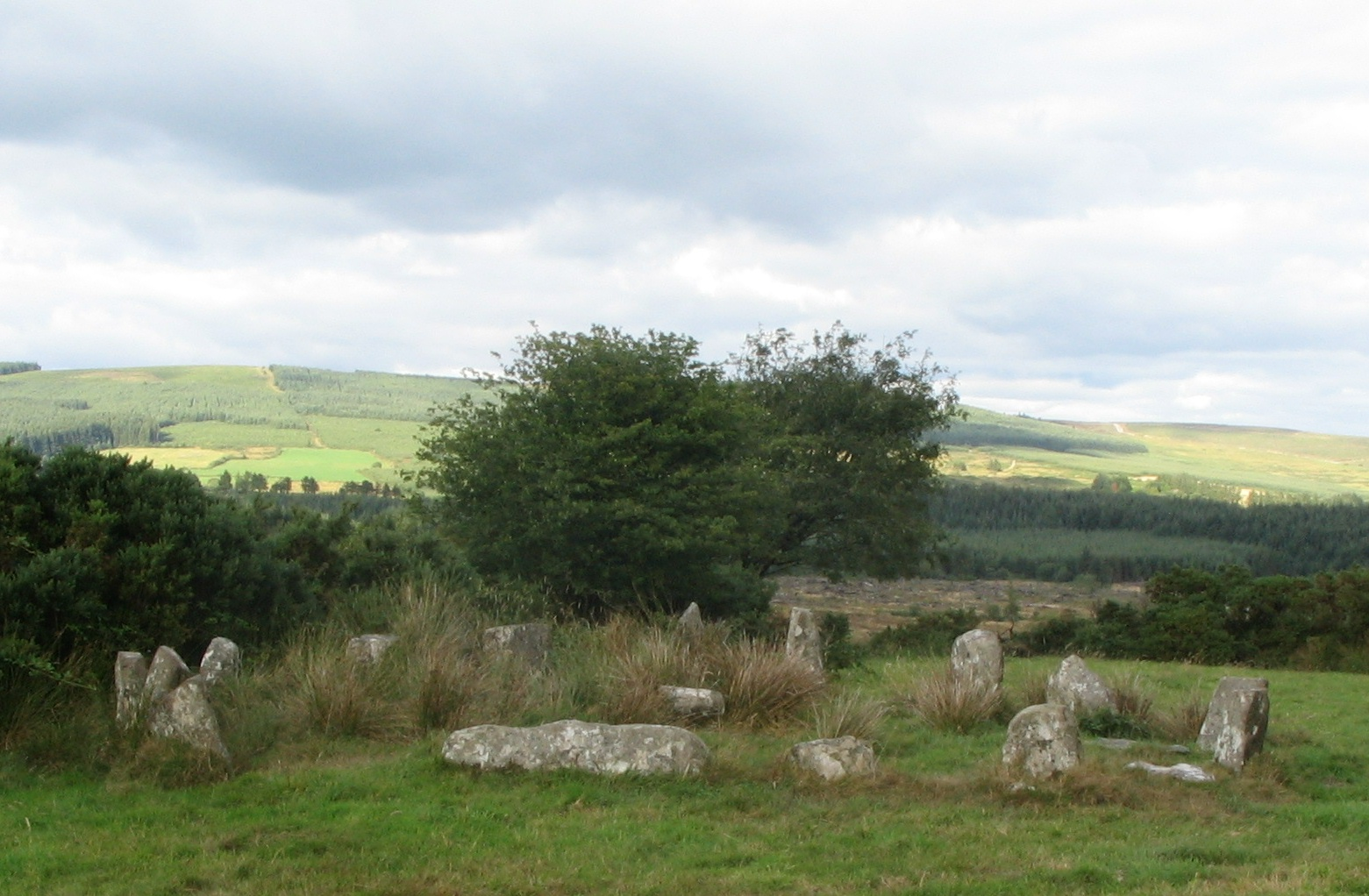
Steinkreis A von Carrigagulla

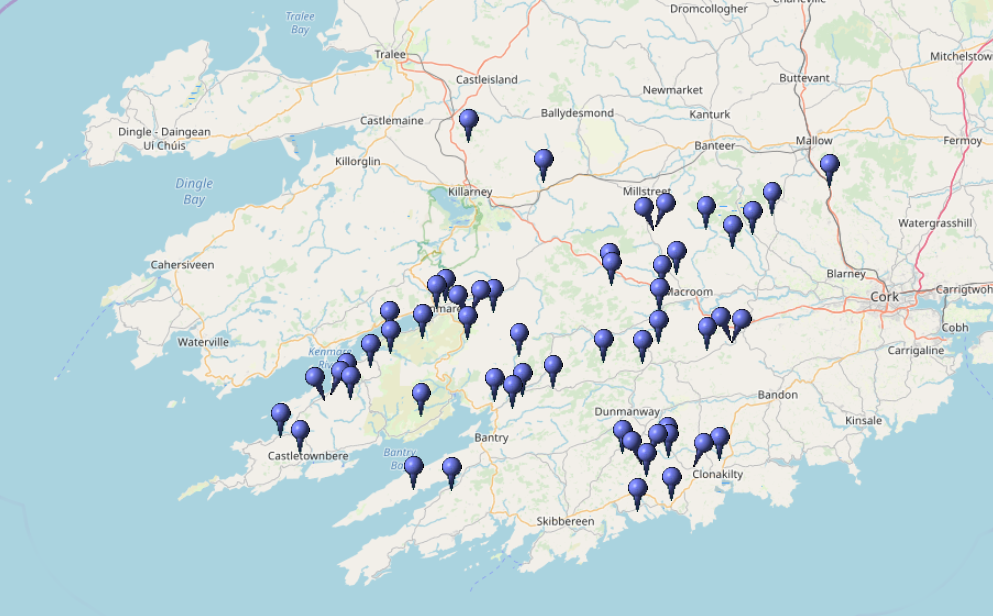
Axiale Steinkreise (ASC)

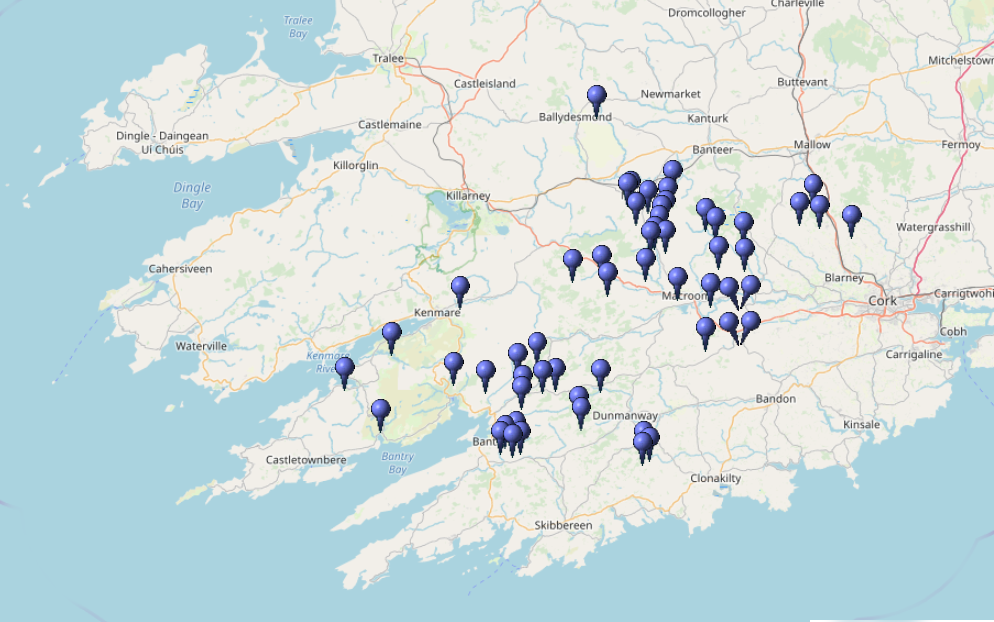
Fünfsteinige Steinkreise

Der Steinkreis der Cork-Kerry-Serie (nach Seán Ó Nualláin auch Axial Stone Circle – axialer Steinkreis – (ASC) genannt) kommt abgesehen von zwei Exemplaren im Süden des County Galway (Commons East, Ballynakill) nur in den irischen Countys Cork und Kerry vor.

## Kennzeichen
Diese Steinkreise, von denen ein Großteil gut erhalten ist, bestehen aus einer ungeraden Anzahl von aufrecht stehenden Steinen. In der Mehrzahl der Fälle handelt es sich um fünf Steine, es wurde jedoch in vielen Fällen auch Anzahlen von sieben bis 19 Steinen gefunden. Sie sind symmetrisch so arrangiert, dass ein meist besonders kenntlicher Stein direkt gegenüber zwei Steinen liegt, die normalerweise die höchsten im Kreis sind und eine Art von Zugang markieren (Steinkreis von Bohonagh). Es ergibt sich dadurch eine Achse zwischen den beiden Orthostaten des Eingangs hindurch zu dem als „axialer Stein“ (axial stone) oder „liegender Stein“ (recumbent stone) bezeichneten Stein, der konstant im südwestlichen Sektor der Denkmäler liegt. Die Orientierung legt eine Verwendung der Steinkreise zu astronomischen Berechnungen nahe. Typisch, aber nicht durchgängig ist, dass sich die Höhe der Steine im Kreis in Richtung auf den axialen Stein reduziert. An einigen Kreisen wurde Leichenbrand in kleinen, ungekennzeichneten Gruben entdeckt, so bei Drombeg in Westcork.

### Unterscheidung
Die Steinkreise der Cork-Kerry-Serie in Irland wurden ursprünglich von Somerville 1909 zu den sehr ähnlichen Recumbent Stone Circles (Steinkreise mit liegendem Stein) gezählt, wie sie in Aberdeenshire in Schottland vorkommen, (z. B. Nine Stanes). Die Steinkreise in Schottland sind ebenfalls axialsymmetrisch, ihre Achse geht durch einen großen, liegenden Steinblock. Die offensichtliche Ähnlichkeit zwischen den Gruppen und die Tatsache, dass sie mehrere hundert Kilometer voneinander getrennt sind, haben Debatten über den Grad der Beziehungen zwischen ihnen erzeugt. Es ist unwahrscheinlich, dass sich diese ähnliche Idee unabhängig voneinander an den beiden Orten entwickelte. Einige Archäologen, wie der Brite Aubrey Burl, beziehen die irischen Steinkreise in die Steinkreise mit liegendem Stein (RSC)s ein. Der Hauptunterschied der Steinkreise in Cork und Kerry zu jenen in Aberdeenshire besteht darin, dass die irischen Anlagen nicht immer über einen liegenden axialen Stein verfügen und dieser Steinblock niemals (wie in Schottland) von zwei Orthostaten flankiert wird. Der irische Archäologe Seán Ó Nualláin verneint eine enge Beziehung und nennt die irische Gruppe Axial stone circles – ASC. Er zählt auch andere Charakteristika auf, durch die sich die beiden Gruppen unterscheiden.
Der Cork-Kerry-Typ gliedert sich in zwei Gruppen, die erstmals 1975 von Seán Ó Nualláin  beschrieben wurden.

### Die fünfsteinigen Kreise

Fünfsteiniger Kreis – Beispiel Kealkill

Die 55 fünfsteinigen Kreise (engl. Five-stone Circles) bestehen aus einem Ring oder einer D-förmigen Anordnung von selten mehr als mittelgroßen, einzeln stehenden Steinen, deren Anzahl fünf beträgt (z. B. Carrigagulla, Cullomane, Derreenataggart, Glanbrack, Kealkill, Knocknakilla, Knocknaneirk Nord, Lettergorman SW oder Uragh). Ihr Durchmesser schwankt zwischen 2,3 und 5,0 Metern. Einzelne Kreise in Wales und Schottland (Steinkreis Harestanes) haben ebenfalls fünf Steine.

### Die multiplen Steinkreise

Axial stone circle – am Beispiel Drombeg

- Die 52 sogenannten multiplen Steinkreise (nicht die konzentrischen) weichen mitunter in der Form etwas zum Oval hin ab, aber die Anzahl ihrer Steine (7 bis 19) (Lissyviggeen) bleibt zumeist ungerade. Der Kreisdurchmesser variiert von vier Metern (bei sieben Steinen) bis zu 17 m bei 15 Steinen (Kenmare). Im Gegensatz zu den fünfsteinigen können sich im Zentrum größerer Kreise Boulder Burials (Kenmare) oder Menhire (Steinkreis von Gorteanish) befinden. Einige werden von Wällen und Gräben umgeben (Glentane East, Reanascreena). Da die Steinanzahl durch fehlende Steine und andere zufällige Veränderungen nicht immer genau bestimmbar sein kann, ist es wesentlich, dass diese Kreise auch die sonstigen Kennzeichen erfüllen.

#### Weitere Strukturen
Beide Varianten können zusammen liegen (Cashelkeelty, Knocknaneirk) und begleitende Strukturen aufweisen, wie:
- Steinreihen mit bis zu vier Steinen,
- Boulder Burials, (Steinkreis von Gorteanish, Steinkreis von Gurteen)
- Cairns,
- Menhire oder Steinpaare (Steinkreis von Currabeha South)
- Steinpaare (als Ausreißer (englisch outlier))

oder Kombinationen dieser Elemente.
Es gibt, was die geringe Anzahl der Steine betrifft, ähnliche Formen in England und Schottland. Es ist jedoch eine wesentlich geringere Häufigkeit als in Irland zu verzeichnen. Manche der dort vorhandenen Steinkreise hatten außerdem ursprünglich eine höhere Zahl aufrecht stehender Steine, z. B. der Steinkreis von Duddo mit eigentlich sieben Steinen, Five Stanes mit sechs oder Dere Street III bei Jedburgh in den Borders etwas beschädigt.